# Ilkka Vaarasuo
Ilkka Vaarasuo, född 25 januari 1983 i Idensalmi, Finland, ishockeyspelare (försvarare). Han spelar i Leksands IF. Tidigare klubbar är Jukurit Mikkeli och JYP.

## Klubbar
| Säsong    | Klubb           | Matcher | Mål | Assist | Poäng | Utvisningsminuter |
| --------- | --------------- | ------- | --- | ------ | ----- | ----------------- |
| 2002/2003 | JYP             | 21      | 0   | 0      | 0     | 4                 |
| 2003/2004 | Jukurit Mikkeli | 40      | 1   | 2      | 3     | 12                |
| 2004/2005 | JYP             | 44      | 1   | 0      | 1     | 26                |
| 2005/2006 | JYP             | 54      | 1   | 2      | 2     | 24                |
| 2006/2007 | Leksands IF     | 42      | 1   | 5      | 6     | 64                |
| 2007/2008 | Jukurit Mikkeli | 8       | 1   | 4      | 5     | 10                |